# Região Autônoma da Costa Caribe Norte
A Região Autônoma da Costa Caribe Norte (abreviada RACCN e antes conhecida como Região Autônoma do Atlântico Norte, RAAN) é uma das duas regiões autônomas da Nicarágua, é a segunda maior entidade subnacional da América Central atrás apenas do departamento de Petén na Guatemala , e a subdivisão mais extensa da Nicaragua. Sua sede administrativa é a cidade de Puerto Cabezas, capital do departamento. Posui 33.156 km², inclusive é maior que El Salvador e Belize, e tem uma população de 314.130 habitantes (2012).

## História
Até 1986, a região formava, juntamente com a Região Autônoma da Costa Caribe Sul, o Departamento de Zelaya.

## Geografia
A Região Autônoma da Costa Caribe Norte (RACCN) se localiza no território Miskito, sendo Bilwi (Puerto Cabezas) sua capital; vocábulo de origem bawihka que significa olho da serpente. Os miskitos eram tribos que habitavam a área de Matagalpa e que foram obrigados a emigrar ao leste quando entraram en conflito com os espanhóis.
A população se distribui da seguinte forma: 72,3% miskito, 21,7% mestiço ou branco, 5,7% negro e 0,3% mayagna. Fala-se espanhol, miskito, crioulo e inglês.
É a região onde mais se fala o idioma miskito no país.

## Divisões administrativas

### Municípios
1. Bonanza
2. Mulukukú
3. Prinzapolka
4. Puerto Cabezas
5. Rosita
6. Siuna
7. Waslala
8. Waspán

## Atrativos
Entre os lugares de interesse recreativo encontramos as reservas naturais como Cayos Miskitos e a Reserva da Biosfera de Bosawás. No município de Waspán desemboca o rio Segovia ou Coco com 774 km (o maior da América Central) que atravessa quase todo o norte da Nicarágua. A RACCN é propícia para o ambientalismo de aventura e comunitário.